# Mikhail Petrovich Lazarev
Đô đốc Mikhail Petrovich Lazarev (tiếng Nga: Михаил Петрович Лазарев, 3 tháng 11 năm 1788 - 11 tháng 4 năm 1851) là một chỉ huy hạm đội và là một nhà thám hiểm người Nga.

## Giáo dục và sự nghiệp ban đầu
Lazarev sinh ra ở Vladimir, một nhánh của giới quý tộc Nga cũ ở tỉnh Vladimir. Năm 1800, ông đăng ký vào trường Hải quân Nga. Ba năm sau, ông đã được gửi đến các Anh Hải quân Hoàng gia, nơi ông ở lại học làm hoa tiêu năm năm liên tục. Từ 1808 đến 1813, Lazarev phục vụ trong Hạm đội Baltic. Ông tham gia Chiến tranh Nga-Thụy Điển năm 1808-1809 và Chiến tranh yêu nước năm 1812.

## Sự nghiệp như một nhà thám hiểm
Lazarev lần đầu tiên đi vòng quanh thế giới vào năm 1813-1816, trên tàu Suvorov; cuộc thám hiểm bắt đầu tại Kronstadt và đến Alaska. Trong chuyến đi này, Lazarev đã phát hiện ra đảo san hô Suvorov.
Là một chỉ huy của con tàu Mirny và Fabian Gottlieb von Bellingshausen trong chuyến hành trình vòng quanh thế giới của ông vào năm 1819, 1818 (Bellingshausen chỉ huy Vostok), Lazarev đã tham gia khám phá Nam Cực và rất nhiều hòn đảo. Vào ngày 27 tháng 1 năm 1820, đoàn thám hiểm phát hiện ra đại lục Nam Cực, tiếp cận bờ biển Nam Cực ở tọa độ 69°21′28″N 2°14′50″T / 69,35778°N 2,24722°T và nhìn thấy các ruộng băng ở đó.
Vào năm 1822, 181818, Lazarev đã đi khắp thế giới lần thứ ba trên tàu khu trục Kreyser của mình, thực hiện nghiên cứu rộng rãi trong các lĩnh vực khí tượng học và dân tộc học.